# Schmißberg
Schmißberg ist eine Ortsgemeinde im Landkreis Birkenfeld in Rheinland-Pfalz. Sie gehört der Verbandsgemeinde Birkenfeld an. Die Ortsgemeinde Schmißberg gewann in den Jahren 1969 und 1982 jeweils die Silbermedaille im Dorfverschönerungswettbewerb „Unser Dorf soll schöner werden“ (heute: „Unser Dorf hat Zukunft“).

## Geographie
Schmißberg liegt im Hunsrück. Die nächste größere Stadt ist die etwa drei Kilometer südwestlich gelegene Kreisstadt Birkenfeld. Im Norden befindet sich Elchweiler und im Süden Rimsberg.

## Geschichte
Schmißberg wurde im Jahr 1438 erstmals urkundlich erwähnt. Es war Teil der Hinteren Grafschaft Sponheim. Von 1934 bis 1962 waren Schmißberg und das benachbarte Elchweiler in der Gemeinde Elchweiler-Schmißberg vereinigt.
Bevölkerungsentwicklung
Die Entwicklung der Einwohnerzahl von Schmißberg, die Werte bis 1987 beruhen auf Volkszählungen:
| Jahr | Einwohner |
| ---- | --------- |
| 1939 | 70        |
| 1950 | 76        |
| 1961 | 85        |
| 1970 | 131       |
| 1987 | 229       |

| Jahr | Einwohner |
| ---- | --------- |
| 1997 | 233       |
| 2005 | 230       |
| 2011 | 208       |
| 2017 | 209       |
| 2023 | 192       |

## Politik

### Bürgermeister
Stefan Nagel wurde 2024 vom Gemeinderat zum Ortsbürgermeister von Schmißberg gewählt.
Rudi Weber war am 6. Oktober 2020 Ortsbürgermeister geworden, nachdem er die Amtsgeschäfte als bisheriger Erster Beigeordneter seit dem Juli geführt hatte. Bei der Direktwahl am 4. Oktober 2020 war er mit einem Stimmenanteil von 89,62 % gewählt worden.
Webers Vorgänger Thomas Marx hatte das Amt seit dem 21. Juni 2019 ausgeübt, war aber mit Wirkung zum 8. Juli 2020 aus persönlichen Gründen zurückgetreten. Vor Marx hatte Adolf Schuch die Aufgabe seit 2004 wahrgenommen, war 2019 aber nicht erneut angetreten.

## Kultur und Sehenswürdigkeiten
Wanderwege bieten die Möglichkeit des Ausblicks bis hin zum Erbeskopf (mit 816 m ü. NHN höchster Berg in Rheinland-Pfalz).

## Wirtschaft und Infrastruktur
Im Westen verläuft die Bundesstraße 41, die im Süden zur Bundesautobahn 62 führt.
Der nächsten Bahnhöfe sind in Nohen und Neubrücke/Nahe. Die Haltestellen liegen auf der Bahnlinie von Saarbrücken, Mainz, Wiesbaden nach Frankfurt am Main.
Die nächsten Flughäfen sind der Flughafen Hahn in etwa 50 Kilometer nördlicher Richtung im Hunsrück und der Flughafen Frankfurt am Main in rund 180 Kilometer in nordöstlicher Richtung.